# Leofwine Godwinson
Leofwine Godwinson (1035 circa – Battle, 14 ottobre 1066) è stato un generale inglese, fratello minore di Aroldo II d'Inghilterra, il quinto figlio di Godwin del Wessex e dunque appartenente alla dinastia di Godwin.

## Biografia
Quando la famiglia Godwin fu esiliata dall'Inghilterra nel 1051, andò con Aroldo in Irlanda. Avrebbe fatto ritorno col resto della famiglia l'anno seguente, ma non fu presente al letto di morte del padre nell'aprile del 1053.
In seguito alla morte del padre, i Godwinson riuscirono a mantenere le loro proprietà in Inghilterra. Aroldo ereditò il regno del Wessex, divenendo il secondo potere dopo il re. Leofwine divenne conte di Kent, Essex, Middlesex, Hertford, Surrey e probabilmente Buckinghamshire, in qualche momento tra il 1055 ed il 1057. Con i possedimenti del fratello Gyrth (Anglia orientale, Cambridgeshire ed Oxfordshire), i Godwinson controllavano l'intera Inghilterra orientale.
Fu ucciso con i fratelli Aroldo e Gyrth nella battaglia di Hastings.
Leofwine fu interpretato dall'attore Sebastian Breaks, in una serie della BBC intitolata Theatre 625, nell'episodio denominato Conquest (1966).

## Ascendenza
|                       |                  |                             | Genitori |  |  | Nonni |  |  | Bisnonni |  |  | Trisnonni |  |
|                       |                  |                             |          |  |  |       |  |  | …        |  |  | …         |  |
|                       |                  |                             |          |  |  |       |  |  | …        |  |  | …         |  |
|                       |                  | …                           |          |  |  |       |  |  | …        |  |  |           |  |
| Wulfnoth Cild         |                  |                             |          |  |  |       |  |  | …        |  |  |           |  |
|                       |                  | …                           | …        |  |  |       |  |  |          |  |  |           |  |
|                       |                  | …                           | …        |  |  |       |  |  |          |  |  |           |  |
|                       |                  | …                           | …        |  |  |       |  |  |          |  |  |           |  |
| Godwin del Wessex     |                  | …                           |          |  |  |       |  |  |          |  |  |           |  |
|                       |                  | …                           | …        |  |  |       |  |  |          |  |  |           |  |
|                       |                  | …                           | …        |  |  |       |  |  |          |  |  |           |  |
|                       |                  | …                           | …        |  |  |       |  |  |          |  |  |           |  |
| …                     |                  | …                           |          |  |  |       |  |  |          |  |  |           |  |
|                       |                  | …                           | …        |  |  |       |  |  |          |  |  |           |  |
|                       |                  | …                           | …        |  |  |       |  |  |          |  |  |           |  |
|                       |                  | …                           | …        |  |  |       |  |  |          |  |  |           |  |
| Leofwine Godwinson    |                  | …                           |          |  |  |       |  |  |          |  |  |           |  |
|                       | Styrbjörn Starke | Olof (II) Björnsson         |          |  |  |       |  |  |          |  |  |           |  |
|                       | Styrbjörn Starke | Olof (II) Björnsson         |          |  |  |       |  |  |          |  |  |           |  |
|                       | Styrbjörn Starke | Ingeborg Thransdotter       |          |  |  |       |  |  |          |  |  |           |  |
| Thorgils Sprakalägg   | Styrbjörn Starke |                             |          |  |  |       |  |  |          |  |  |           |  |
|                       |                  | Tyri di Danimarca (Fatata?) | …        |  |  |       |  |  |          |  |  |           |  |
|                       |                  | Tyri di Danimarca (Fatata?) | …        |  |  |       |  |  |          |  |  |           |  |
|                       |                  | Tyri di Danimarca (Fatata?) | …        |  |  |       |  |  |          |  |  |           |  |
| Gytha Thorkelsdaettir |                  | Tyri di Danimarca (Fatata?) |          |  |  |       |  |  |          |  |  |           |  |
|                       |                  | …                           | …        |  |  |       |  |  |          |  |  |           |  |
|                       |                  | …                           | …        |  |  |       |  |  |          |  |  |           |  |
|                       |                  | …                           | …        |  |  |       |  |  |          |  |  |           |  |
| Sigrid del Halland    |                  | …                           |          |  |  |       |  |  |          |  |  |           |  |
|                       |                  | …                           | …        |  |  |       |  |  |          |  |  |           |  |
|                       |                  | …                           | …        |  |  |       |  |  |          |  |  |           |  |
|                       |                  | …                           | …        |  |  |       |  |  |          |  |  |           |  |
|                       |                  | …                           |          |  |  |       |  |  |          |  |  |           |  |